# Umberto Giannini
Umberto Giannini (1877) è stato un politico italiano.

## Biografia
Nato nel 1877 da una famiglia lucchese di facoltosi possidenti, esercitò la professione di avvocato; entrò in politica con i socialisti e venne eletto consigliere comunale a Lucca nel 1910, ricoprendo l'incarico per due anni.
Successivamente si avvicinò alla Democrazia Cristiana, di cui fu uno dei fondatori nel Lucchese, e dopo la guerra fu eletto sindaco di Lucca il 23 marzo 1948, già in età avanzata, dopo le dimissioni di Ferdinando Martini. Il mandato da sindaco terminò il 30 giugno 1951.